# Giải đua ô tô Công thức 1 Las Vegas 2023
Giải đua ô tô Công thức 1 Las Vegas 2023 (tên chính thức là Formula 1 Heineken Silver Las Vegas Grand Prix 2023) là một chặng đua Công thức 1 được tổ chức vào ngày 18 tháng 11 năm 2023 tại trường đua Las Vegas ở Paradise, Nevada, Hoa Kỳ, và là chặng đua thứ 21 và áp chót của giải đua xe Công thức 1 2023. Ngoài ra, chặng đua này cũng là phiên bản đầu tiên của giải đua ô tô Công thức 1 Las Vegas.

## Bối cảnh
Giải đua ô tô Công thức 1 Las Vegas 2023 sẽ là chặng đua Công thức 1 đầu tiên ở Las Vegas kể từ giải đua ô tô Công thức 1 Caesars Palace 1982. Chặng đua này sẽ diễn ra xung quanh Dải Las Vegas trên một trường đua đường phố hoàn toàn mới. Đây sẽ là chặng đua thứ ba và cuối cùng ở Hoa Kỳ diễn ra vào năm 2023 sau giải đua ô tô Công thức 1 Miami và giải đua ô tô Công thức 1 Hoa Kỳ. Năm 2023 sẽ là năm đầu tiên kể từ năm 1982 ba chặng đua được tổ chức tại Hoa Kỳ trong một mùa giải Công thức 1. Chặng đua sẽ bắt đầu lúc 22:00 giờ địa phương (UTC−8) vào thứ Bảy, ngày 18 tháng 11 năm 2023, nghĩa là chặng đua này sẽ là chặng đua Công thức 1 đầu tiên được tổ chức vào thứ Bảy kể từ giải đua ô tô Công thức 1 Nam Phi 1985.
Đây cũng sẽ là chặng đua Công thức 1 thứ 1100.
Các đội đua Red Bull Racing, AlphaTauri, Alfa Romeo, Williams, Alpine và Ferrari sẽ tham gia chặng đua này với màu sơn được thiết kế đặc biệt trên những xe đua của họ.

### Bảng xếp hạng trước cuộc đua
Sau giải đua ô tô Công thức 1 São Paulo, Max Verstappen dẫn đầu bảng xếp hạng các tay đua trước Sergio Pérez (258 điểm) và Lewis Hamilton (226 điểm) với 524 điểm. Tại bảng xếp hạng các đội đua, Red Bull Racing dẫn đầu Mercedes (382 điểm) và Ferrari (362 điểm) với 782 điểm.

### Lựa chọn bộ lốp
Nhà cung cấp lốp xe Pirelli sẽ cung cấp các bộ lốp hạng C3, C4 và C5 (được chỉ định lần lượt là cứng, trung bình và mềm) để các đội sử dụng tại sự kiện này.

## Tường thuật

### Buổi tập
Buổi tập đầu tiên bị hủy sau 10 phút vì Carlos Sainz Jr. dừng lại trên đường đua do va vào một nắp hố ga trên bề mặt đường đua. Charles Leclerc đứng đầu buổi tập rút ngắn trước Nico Hülkenberg và Kevin Magnussen với thời gian nhanh nhất là 1:40,909 phút. Sau khi va vào nắp hố ga đó, gầm xe của Sainz cũng như của Esteban Ocon bị hư hại nặng. Hơn nữa, thành phần chứa năng lượng trong chiếc xe của Sainz bị hỏng khiến anh phải sử dụng kho năng lượng thứ ba sau khi đã sử dụng hai kho được cho phép. Điều này dẫn đến việc Sainz bị tụt mười vị trí cho cuộc đua.
Buổi tập thứ hai được kéo dài từ 60 lên 90 phút và bị trì hoãn hai tiếng rưỡi so với thời gian dự kiến để khắc phục các vấn đề tại buổi tập đầu tiên. Leclerc đứng đầu với thời gian nhanh nhất là 1:35,265 phút trước Sainz và Fernando Alonso.
Buổi tập thứ ba và cuối cùng bị hủy trước ba phút cuối cùng do Alexander Albon đứng giữ đường do va chạm với rào chắn. Sau khi buổi tập này kết thúc, George Russell đứng đầu với thời gian nhanh nhất là 1:34,093 phút trước Oscar Piastri và Logan Sargeant.

### Vòng phân hạng
Vòng phân hạng bao gồm ba phần với thời gian tổng cộng là 45 phút. Trong phần đầu tiên (Q1), các tay đua có 18 phút để tiếp tục tham gia phần thứ hai vòng phân hạng. Tất cả các tay đua đạt được thời gian trong phần đầu tiên với thời gian tối đa 107% thời gian nhanh nhất được phép tham gia cuộc đua. 15 tay đua nhanh nhất lọt vào phần tiếp theo. Leclerc là tay đua nhanh nhất Q1 và sau khi Q1 kết thúc, cả hai tay đua McLaren, Ocon, Chu Quán Vũ và Yuki Tsunoda bị loại.
Phần thứ hai (Q2) kéo dài 15 phút và mười tay đua nhanh nhất của phần này đi tiếp vào phần thứ ba và cuối cùng của vòng phân hạng (Q3). Leclerc là tay đua nhanh nhất Q2 và sau khi Q2 kết thúc, Lewis Hamilton, Sergio Pérez, Nico Hülkenberg, Lance Stroll và Daniel Ricciardo bị loại.
Phần thứ ba (Q3) kéo dài 12 phút, trong đó mười vị trí xuất phát đầu tiên cho cuộc đua chính được xác định sẵn. Leclerc giành vị trí pole với thời gian nhanh nhất là 1:32,726 phút trước Sainz Jr. và Max Verstappen. Đó là vị trí pole thứ 23 trong sự nghiệp của Leclerc và cũng là vị trí pole đầu tiên của anh tại giải đua ô tô Công thức 1 Las Vegas.
Sau khi vòng phân hạng kết thúc, Sainz Jr. bị tụt mười vị trí do sử dụng thành phần chứa năng lượng thứ ba và Stroll bị tụt năm vị trí do vượt trong giai đoạn cờ vàng trong buổi tập thứ ba.

### Cuộc đua
Leclerc và Verstappen xuất phát cuộc đua ở hàng xuất phát đầu tiên. Tại vòng đua đầu tiên của cuộc đua, Verstappen ép Leclerc văng rời khỏi đường đua và nhận một án phạt 5 giây vì hành động này. Lando Norris mất lái tại vòng đua thứ ba và chiếc xe của anh văng ra khỏi đường đua khiến anh phải bỏ cuộc. Vụ va chạm này đã kích hoạt giai đoạn xe an toàn. Sau vụ va chạm này, Norris đã đến Trung tâm Y tế Đại học Nam Nevada để kiểm tra phòng ngừa và được xuất viện cùng ngày. Leclerc đã vượt qua Verstappen trên đường đua trước khi Verstappen đọ sức và thực hiện án phạt. Mặc dù Leclerc đã kéo dài thời gian sử dụng bộ lốp đầu tiên của mình, anh chỉ đua được vài vòng trước khi một giai đoạn xe an toàn xuất hiện do một sự cố giữa Russell và Verstappen làm rơi các mảnh vỡ trên đường đua. Chiếc xe an toàn cho phép cả hai tay đua Red Bull và phần lớn phần còn lại của đoàn đua vào làn pit mà không mất thời gian đáng kể. Tại những vòng đua tiếp theo, cả Verstappen lẫn Leclerc đã tranh giành vị trí dẫn đầu trong suốt cuộc đua cùng với Pérez.
Verstappen giành chiến thắng trước Leclerc và Pérez sau khi cuộc đua kết thúc. Leclerc về đích ở vị trí thứ hai sau khi vượt qua Pé Hơn nữa, đây cũng chính là chiến thắng đầu tiên của anh tại giải đua ô tô Công thức 1 Las Vegas. Các tay đua còn lại ghi điểm trong cuộc đua chính là Ocon, Stroll, Sainz Jr., Hamilton, Russell, Alonso và Piastri. Sau khi cuộc đua kết thúc, Russell về đích ở vị trí thứ 4 nhưng bị tụt xuống vị trí thứ 8 sau khi nhận một án phạt 5 giây vì gây ra vụ va chạm với Verstappen.

## Kết quả

### Vòng phân hạng
| Vị trí                   | Số xe | Tay đua          | Đội đua                      | Q1       | Q2       | Q3       | Vị trí xuất phát |
| ------------------------ | ----- | ---------------- | ---------------------------- | -------- | -------- | -------- | ---------------- |
| 1                        | 16    | Charles Leclerc  | Ferrari                      | 1:33,617 | 1:32,775 | 1:32,726 | 1                |
| 2                        | 55    | Carlos Sainz Jr. | Ferrari                      | 1:33,851 | 1:33,338 | 1:32,770 | 121              |
| 3                        | 1     | Max Verstappen   | Red Bull Racing-Honda RBPT   | 1:34,190 | 1:33,572 | 1:33,104 | 2                |
| 4                        | 63    | George Russell   | Mercedes                     | 1:34,137 | 1:33,351 | 1:33,112 | 3                |
| 5                        | 10    | Pierre Gasly     | Alpine-Renault               | 1:34,272 | 1:34,494 | 1:33,239 | 4                |
| 6                        | 23    | Alexander Albon  | Williams-Mercedes            | 1:34,634 | 1:33,588 | 1:33,323 | 5                |
| 7                        | 2     | Logan Sargeant   | Williams-Mercedes            | 1:34,525 | 1:33,733 | 1.33,513 | 6                |
| 8                        | 77    | Valtteri Bottas  | Alfa Romeo-Ferrari           | 1:34,305 | 1:33,809 | 1:33,525 | 7                |
| 9                        | 20    | Kevin Magnussen  | Haas-Ferrari                 | 1:34,337 | 1:33,664 | 1:33,537 | 8                |
| 10                       | 14    | Fernando Alonso  | Aston Martin Aramco-Mercedes | 1:34,422 | 1:33,617 | 1:33,555 | 9                |
| 11                       | 44    | Lewis Hamilton   | Mercedes                     | 1:34,307 | 1:33,837 | –        | 10               |
| 12                       | 11    | Sergio Pérez     | Red Bull Racing-Honda RBPT   | 1:34,574 | 1:33,855 | –        | 11               |
| 13                       | 27    | Nico Hülkenberg  | Haas-Ferrari                 | 1:34,265 | 1:33,979 | –        | 13               |
| 14                       | 18    | Lance Stroll     | Aston Martin Aramco-Mercedes | 1:34,504 | 1:34,199 | –        | 192              |
| 15                       | 3     | Daniel Ricciardo | AlphaTauri-Honda RBPT        | 1:34,683 | 1:34,308 | –        | 14               |
| 16                       | 4     | Lando Norris     | McLaren-Mercedes             | 1:34,703 | –        | –        | 15               |
| 17                       | 31    | Esteban Ocon     | Alpine-Renault               | 1:34,834 | –        | –        | 16               |
| 18                       | 24    | Chu Quán Vũ      | Alfa Romeo-Ferrari           | 1:34,849 | –        | –        | 17               |
| 19                       | 81    | Oscar Piastri    | McLaren-Mercedes             | 1:34,850 | –        | –        | 18               |
| 20                       | 22    | Yuki Tsunoda     | AlphaTauri-Honda RBPT        | 1:36,447 | –        | –        | 20               |
| Thời gian 107%: 1:40,170 |       |                  |                              |          |          |          |                  |

Chú thích
- ^1  – Carlos Sainz Jr. bị tụt mười vị trí do sử dụng thành phần chứa năng lượng thứ ba.[17][23]
- ^2  – Lance Stroll bị tụt năm vị trí do vượt trong giai đoạn cờ vàng trong buổi tập thứ ba.[18][24]

### Cuộc đua
| Vị trí                                                                             | Số xe | Tay đua          | Đội đua                      | Số vòng | Thời gian/ Bỏ cuộc | Vị trí xuất phát | Số điểm |
| ---------------------------------------------------------------------------------- | ----- | ---------------- | ---------------------------- | ------- | ------------------ | ---------------- | ------- |
| 1                                                                                  | 1     | Max Verstappen   | Red Bull Racing-Honda RBPT   | 50      | 1:29:08,289        | 2                | 25      |
| 2                                                                                  | 16    | Charles Leclerc  | Ferrari                      | 50      | + 2,070            | 1                | 18      |
| 3                                                                                  | 11    | Sergio Pérez     | Red Bull Racing-Honda RBPT   | 50      | + 2,241            | 11               | 15      |
| 4                                                                                  | 31    | Esteban Ocon     | Alpine-Renault               | 50      | + 18,665           | 16               | 12      |
| 5                                                                                  | 18    | Lance Stroll     | Aston Martin Aramco-Mercedes | 50      | + 20,067           | 19               | 10      |
| 6                                                                                  | 55    | Carlos Sainz Jr. | Ferrari                      | 50      | + 20,834           | 12               | 8       |
| 7                                                                                  | 44    | Lewis Hamilton   | Mercedes                     | 50      | + 21,755           | 10               | 6       |
| 8                                                                                  | 63    | George Russell   | Mercedes                     | 50      | + 23,0912          | 3                | 4       |
| 9                                                                                  | 14    | Fernando Alonso  | Aston Martin Aramco-Mercedes | 50      | + 25,964           | 9                | 2       |
| 10                                                                                 | 81    | Oscar Piastri    | McLaren-Mercedes             | 50      | + 29,496           | 18               | 21      |
| 11                                                                                 | 10    | Pierre Gasly     | Alpine-Renault               | 50      | + 34,270           | 4                |         |
| 12                                                                                 | 23    | Alexander Albon  | Williams-Mercedes            | 50      | + 43,398           | 5                |         |
| 13                                                                                 | 20    | Kevin Magnussen  | Haas-Ferrari                 | 50      | + 44,825           | 8                |         |
| 14                                                                                 | 3     | Daniel Ricciardo | AlphaTauri-Honda RBPT        | 50      | + 48,525           | 14               |         |
| 15                                                                                 | 24    | Chu Quán Vũ      | Alfa Romeo-Ferrari           | 50      | + 50,162           | 17               |         |
| 16                                                                                 | 2     | Logan Sargeant   | Williams-Mercedes            | 50      | + 50,882           | 6                |         |
| 17                                                                                 | 77    | Valtteri Bottas  | Alfa Romeo-Ferrari           | 50      | + 1:25,350         | 7                |         |
| 183                                                                                | 22    | Yuki Tsunoda     | AlphaTauri-Honda RBPT        | 46      | Hộp số             | 20               |         |
| 193                                                                                | 27    | Nico Hülkenberg  | Haas-Ferrari                 | 45      | Động cơ            | 13               |         |
| Bỏ cuộc                                                                            | 4     | Lando Norris     | McLaren-Mercedes             | 2       | Tai nạn            | 15               |         |
| Vòng đua nhanh nhất: Oscar Piastri (McLaren-Mercedes) – 1:35,490 (vòng đua thứ 47) |       |                  |                              |         |                    |                  |         |
| Tay đua xuất sắc nhất cuộc đua: Charles Leclerc (Ferrari), 21,6% số phiếu bầu      |       |                  |                              |         |                    |                  |         |

Chú thích
- ^1  – Bao gồm một điểm cho vòng đua nhanh nhất.[26]
- ^2  – George Russell về đích ở vị trí thứ 4 nhưng bị tụt xuống vị trí thứ 8 sau khi nhận một án phạt 5 giây vì gây ra vụ va chạm với Max Verstappen.[22]
- ^3  – Yuki Tsunoda và Nico Hülkenberg được xếp hạng vì đã hoàn thành hơn 90% của chiều dài tổng cộng của cuộc đua.[22]

## Bảng xếp hạng sau cuộc đua

### Bảng xếp hạng các tay đua
| Vị trí | Tay đua          | Đội đua                      | Số điểm | Thay đổi vị trí |
| ------ | ---------------- | ---------------------------- | ------- | --------------- |
| 1      | Max Verstappen*  | Red Bull Racing-Honda RBPT*  | 549     | +/-0            |
| 2      | Sergio Pérez     | Red Bull Racing-Honda RBPT   | 273     | +/-0            |
| 3      | Lewis Hamilton   | Mercedes                     | 232     | +/-0            |
| 4      | Carlos Sainz Jr. | Ferrari                      | 200     | 2               |
| 5      | Fernando Alonso  | Aston Martin Aramco-Mercedes | 200     | 1               |
| 6      | Lando Norris     | McLaren-Mercedes             | 195     | 1               |
| 7      | Charles Leclerc  | Ferrari                      | 188     | +/-0            |
| 8      | George Russell   | Mercedes                     | 160     | +/-0            |
| 9      | Oscar Piastri    | McLaren-Mercedes             | 89      | +/-0            |
| 10     | Lance Stroll     | Aston Martin Aramco-Mercedes | 73      | +/-0            |

- Lưu ý: Chỉ có mười vị trí đứng đầu được liệt kê trong bảng xếp hạng này.
- Các tay đua/đội đua được in đậm và đánh dấu hoa thị là nhà vô địch Giải đua xe Công thức 1 2023.

### Bảng xếp hạng các đội đua
| Vị trí | Đội đua                      | Số điểm | Thay đổi vị trí |
| ------ | ---------------------------- | ------- | --------------- |
| 1      | Red Bull Racing-Honda RBPT   | 822     | +/-0            |
| 2      | Mercedes                     | 392     | +/-0            |
| 3      | Ferrari                      | 388     | +/-0            |
| 4      | McLaren-Mercedes             | 284     | +/-0            |
| 5      | Aston Martin Aramco-Mercedes | 273     | +/-0            |
| 6      | Alpine-Renault               | 120     | +/-0            |
| 7      | Williams-Mercedes            | 28      | +/-0            |
| 8      | AlphaTauri-Honda RBPT        | 21      | +/-0            |
| 9      | Alfa Romeo-Ferrari           | 16      | +/-0            |
| 10     | Haas-Ferrari                 | 12      | +/-0            |